# Aspidoras taurus
Aspidoras taurus är en fiskart som beskrevs av Lima och S.John Britto 2001. Aspidoras taurus ingår i släktet Aspidoras och familjen Callichthyidae. Inga underarter finns listade.